# Spathius collarti
Spathius collarti är en stekelart som först beskrevs av Pierre L. G. Benoit 1949.  Spathius collarti ingår i släktet Spathius och familjen bracksteklar. Inga underarter finns listade i Catalogue of Life.